# Benito Guerra Jr.
Benito Iván Guerra Latapí (ur. 25 marca 1985 w Meksyku) – meksykański kierowca rajdowy. Od 2006 roku jeździ w mistrzostwach świata. W swojej karierze dwukrotnie był mistrzem Meksyku.

## Życiorys
Karierę rajdową Guerra rozpoczął w 2002 roku w wieku 17 lat. Początkowo startował lokalnych rajdach, a następnie w mistrzostwach Meksyku. W 2004 roku zajął 3. miejsce w mistrzostwach w grupie A7. Natomiast w 2005 roku wygrał Puchar Renault Clio, a także był trzeci w asfaltowych mistrzostwach kraju. Z kolei w 2006 roku został mistrzem Meksyku. W marcu 2006 zadebiutował w mistrzostwach świata. Pilotowany przez Jaime Lozano i jadący Mitsubishi Lancerem Evo VIII zajął wówczas 26. miejsce w Rajdzie Meksyku. W 2007 roku ponownie został rajdowym mistrzem kraju. Pojechał też we dwóch rajdch mistrzostw świata: Meksyku i Argentyny, jednak obu nie ukończył. W 2008 roku wystartował w Rajdzie Meksyku 2008 i był w nim czternasty. W 2009 roku wywalczył mistrzostwo Hiszpanii w serii Production Cars, a w Rajdzie Hiszpanii (w ramach mistrzostw świata) był trzydziesty.
W 2010 roku Guerra został mistrzem Hiszpanii w rajdach szutrowych. Wystartował również sześciu rajdach mistrzostw świata, w tym w jednym w serii Production Cars WRC, Rajdzie Meksyku. Osiągnął w nim swój najlepszy wynik w sezonie. Był jedenasty i piąty w PWRC. W 2011 roku Guerra wystartował w sześciu na siedem rajdów w PWRC. Ostatecznie zajął 6. pozycję w PWRC. Jeden raz stanął na podium, w Rajdzie Hiszpanii (był 3. w PWRC). Z kolei w Rajdzie Australii był dziewiąty w klasyfikacji generalnej i zdobył swoje pierwsze dwa punkty w mistrzostwach świata w karierze.

## Występy w rajdach WRC
| Sezon | Zespół         | Samochód                                         | 1        | 2        | 3        | 4          | 5             | 6          | 7             | 8         | 9         | 10              | 11            | 12              | 13              | 14        | 15              | 16              | Punkty | Miejsce |
| ----- | -------------- | ------------------------------------------------ | -------- | -------- | -------- | ---------- | ------------- | ---------- | ------------- | --------- | --------- | --------------- | ------------- | --------------- | --------------- | --------- | --------------- | --------------- | ------ | ------- |
| 2006  | Benito Guerra  | Mitsubishi Lancer Evo VIII                       | Monako   | Szwecja  | 26       | Hiszpania  | Francja       | Argentyna  | Włochy        | Grecja    | Niemcy    | Finlandia       | Japonia       | Cypr            | Turcja          | Australia | Nowa Zelandia   | Wielka Brytania | 0      | -       |
| 2007  | Benito Guerra  | Mitsubishi Lancer Evo VIII                       | Monako   | Szwecja  | Norwegia | NU         | Portugalia    | NU         | Włochy        | Grecja    | Finlandia | Niemcy          | Nowa Zelandia | Hiszpania       | Francja         | Japonia   | Irlandia        | Wielka Brytania | 0      | -       |
| 2008  | Benito Guerra  | Mitsubishi Lancer Evo VIII                       | Monako   | Szwecja  | 14       | Argentyna  | Jordania      | Włochy     | Grecja        | Turcja    | Finlandia | Niemcy          | Nowa Zelandia | Hiszpania       | Francja         | Japonia   | Wielka Brytania |                 | 0      | -       |
| 2009  | RMC Motorsport | Mitsubishi Lancer Evo VIII                       | Irlandia | Norwegia | Cypr     | Portugalia | Argentyna     | Włochy     | Grecja        | Polska    | Finlandia | Australia       | 30            | Wielka Brytania |                 |           |                 |                 | 0      | -       |
| 2010  | Benito Guerra  | Mitsubishi Lancer Evo IX                         | Szwecja  | 15       | Jordania | Turcja     | Nowa Zelandia | Portugalia | Bułgaria      | Finlandia | Niemcy    | Japonia         | Francja       | Hiszpania       | Wielka Brytania |           |                 |                 | 0      | -       |
| 2011  | Benito Guerra  | Mitsubishi Lancer Evo X Mitsubishi Lancer Evo IX | Szwecja  | 11       | 18       | Jordania   | Włochy        | 15         | Grecja        | NU        | Niemcy    | 9               | Francja       | 24              | NU              |           |                 |                 | 2      | 26.     |
| 2012  | Benito Guerra  | Mitsubishi Lancer Evo IX                         | Monako   | Szwecja  | 11       | Portugalia | 11            | 19         | Nowa Zelandia | Finlandia | 16        | Wielka Brytania | Francja       | 24              | 18              |           |                 |                 | 0      |         |

## Występy w PWRC
| Sezon | Zespół        | Samochód                 | 1   | 2     | 3     | 4      | 5     | 6     | 7      | 8     | 9   | Punkty | Miejsce |
| ----- | ------------- | ------------------------ | --- | ----- | ----- | ------ | ----- | ----- | ------ | ----- | --- | ------ | ------- |
| 2010  | Benito Guerra | Mitsubishi Lancer Evo IX | SWE | MEX 5 | JOR   | NZL    | FIN   | DEU   | JPN    | FRA   | GBR | 12     | 18.     |
| 2011  | Benito Guerra | Mitsubishi Lancer Evo IX | SWE | POR 4 | ARG 6 | FIN NU | AUS 4 | ESP 3 | GBR NU |       |     | 47     | 6.      |
| 2012  | Benito Guerra | Mitsubishi Lancer Evo X  | MCO | MEX 1 | ARG 1 | GRE 4  | NZE   | DEU 2 | ITA 8  | SPA 1 |     | 109    | 1.      |